# Matti Aikio
Matti Aikio, fram till 1906 Mathis Isachsen, född 18 juni 1872, död 25 juli 1929, var en samisk författare.

## Biografi
Aikio var fram till 1906 lärare, dels i Finnmarken, dels i södra Norge. I sin diktning har Aikio givit praktfulla och färgrika skildringar av naturen och folklivet i nordligaste Norge. Bland hans arbeten märks Ginunga-gap (1907), Hyrdernes kapel (1918) och Kristianiaromanen Hebræerens søn (1911).
Aikio ville också bli erkänd som dramatiker. Han refuserades flera gånger, men fick till sist upp farsen Under Blinkfyret på Centralteatret i Oslo 1926.

## Författarskap
Aikios skildringar av samiskt folkliv uppfattades av många som karikatyrer av samefolket. Hans författarskap reflekterar emellertid hans växande samiska självmedvetenhet. I hans första bok Kong Akab är hjälten halvt samisk. Hans framgång i det norska samhället i stort gjorde att detta förhållande hölls i dunkel.
I hans första utgivning i Norge, I Dyreskind, var samepojken Jussà hjälte. Han studerar teologi för att kvalificera sig för norska Elna, men det lyckades inte. Han blir därför präst i Finland. I sin nästa bok Ginunga-gap, försökte Aikio att skriva en samisk version av Don Quijote, där en väldig norrman är den misslyckade riddaren och hans Sancho Panza framställs av sjösamen Lasse. Ingen kritiker upptäckte denna parallellitet, och boken fick en förgörande behandling. Det tog därför fyra år innan hans nästa utgåva, Hebræerens søn (1911) kom ut. Denna bok är navet i Aikio författarskap: Här tar han upp etnicitet och artistfrågor till bred behandling. Hjälten, David Hesmon är jude uppvuxen i Lappland, dessutom vill han bli skulptör men fortfarande är det så att "Racen Sætter græmser" (från I Dyreskind).
I artikelsamlingen Polarlandsbreve og andre (Kra. 1912) inkluderar Aikio en förklaring till upproret i Kautokeino 1852. Detta är den första norska artikeln om denna händelse. I Hyrdernes Kapel (Kra. 1918) diskuterade Aikio de svårigheter som den återvändande möter när han försöker att introducera samhället i den egna kulturen. I Bygden på elvenesset (Oslo 1929), som kom ut efter hans död, och å författaren själv kallad "Borgere og nomader", berättar Aikio om ett samiskt samhälle, där alla tjänster är tillsatta med samer. Boken är en hyllning till det samiska språket och kulturen, som är helt överlägsen livsstil för de norska inkräktarna i samelandet.